# الانقسام الوطني

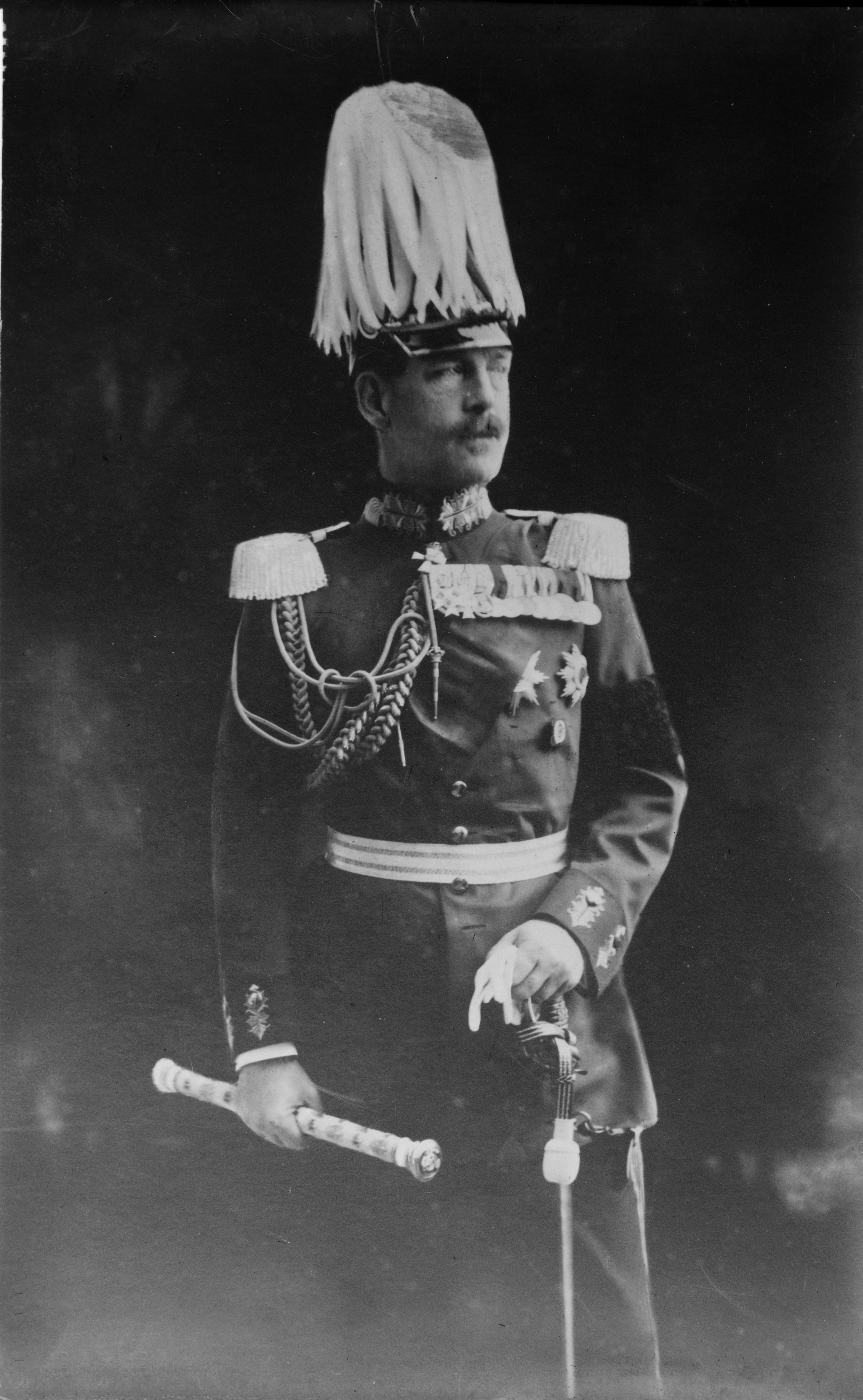
الملك قسطنطين الأول ملك اليونان.

 الانقسام الوطني  (بالإنجليزية: National Schism)‏ هو خلاف تاريخي، حدث بين الملك قسطنطين الأول ملك اليونان ورئيس وزرائه إلفثيريوس فينيزيلوس حول ما إذا كان ينبغي أن تشارك اليونان في الحرب العالمية الأولى أم تبقى محايدة. أدى الخلاف وإقالة الملك لفينيزيلوس إلي خلاف شخصي عميق بينهما، امتد إلى أتباعهما وللمجتمع اليوناني ككل.
انقسمت اليونان إلى معسكرين سياسيين متخاصمين، مما دفع فينيزيلوس لإقامة دولة مستقلة في شمال اليونان. في النهاية، وبدعم من الحلفاء، اضطر الملك للتنازل عن العرش. أثرت هذه الأزمة على الحياة السياسية اليونانية حتى أربعينيات القرن العشرين، وساهمت في هزيمة اليونان في آسيا الصغرى في الحرب التركية اليونانية (1919-1922)، وانهيار الجمهورية اليونانية الثانية وإنشاء نظام ميتاكاس الديكتاتوري (1936-1941).

## أسباب الخلاف
يرجع السبب الرئيسي للخلاف بين الملك قسطنطين وفينيزيلوس على السلطة في اليونان، لتدخل الملك في الشئون السياسية للبلاد في أواخر القرن التاسع عشر، مستغلاً الاضطراب في المشهد السياسي غير مستقر، على الرغم من أن الدستور لا يعطيه الصلاحيات التي تتيح له التدخل في قرارات حكومته. اعتبر العديد من الإصلاحيين والليبراليين التدخل من قبل النظام الملكي في السياسة أمراً غير مقبول. ازداد الموقف الملكي سوءاً مع هزيمة الجيش اليوناني بقيادة الملك قسطنطين (ولي العهد في ذلك الوقت)، في الحرب العثمانية اليونانية (1897). أثارت تلك التدخلات استياء الضباط الشبان في الجيش اليوناني، الذين شعروا بالخزي بسبب الهزيمة، والذين كانوا متأثرون بالليبرالية في أوروبا الغربية. وفي 15 أغسطس 1909، أصدر شباب الضباط في الثكنات العسكرية في جودي، إعلاناً يطالبون فيه بإصلاحات واسعة النطاق في الحكومة والجيش. أيد الشعب تلك الحركة، مما اضطر الملك جورج الأول للخضوع لمطالب الجيش. وعين كرياكوليس مافروميخائيليس رئيساً للوزراء، ووافق على إقالة الأمراء من الجيش.
وسرعان ما أصبح واضحاً عدم قدرة قادة الحركة على حكم البلاد. لذا، بحثوا عن زعيم سياسي من ذوي الخبرة لا يكون موالياً للنظام الملكي. وجد الضباط هذا الزعيم في شخص إلفثيريوس فينيزيلوس السياسي الكريتي البارز، والذي واجه الأمير جورج أثناء أزمة كريت. ومع وصول فينيزيلوس للسلطة، انسحبت حركة شباب الضباط من المشهد السياسي، وسرعان ما هيمن السياسي الشاب على الحياة السياسية اليونانية. قامت حكومته بعدد كبير من الإصلاحات التي طال انتظارها، بما في ذلك تعديل دستور 1911 اليوناني. ومع ذلك، فقد كان على علاقة وثيقة مع الملك، ورفض الدعوات التي كانت تدعو لإصدار دستور جديد، بل وأعاد الأمراء إلى مناصبهم في الجيش، مع تولى ولي العهد الأمير قسطنطين منصب المفتش العام للجيش.

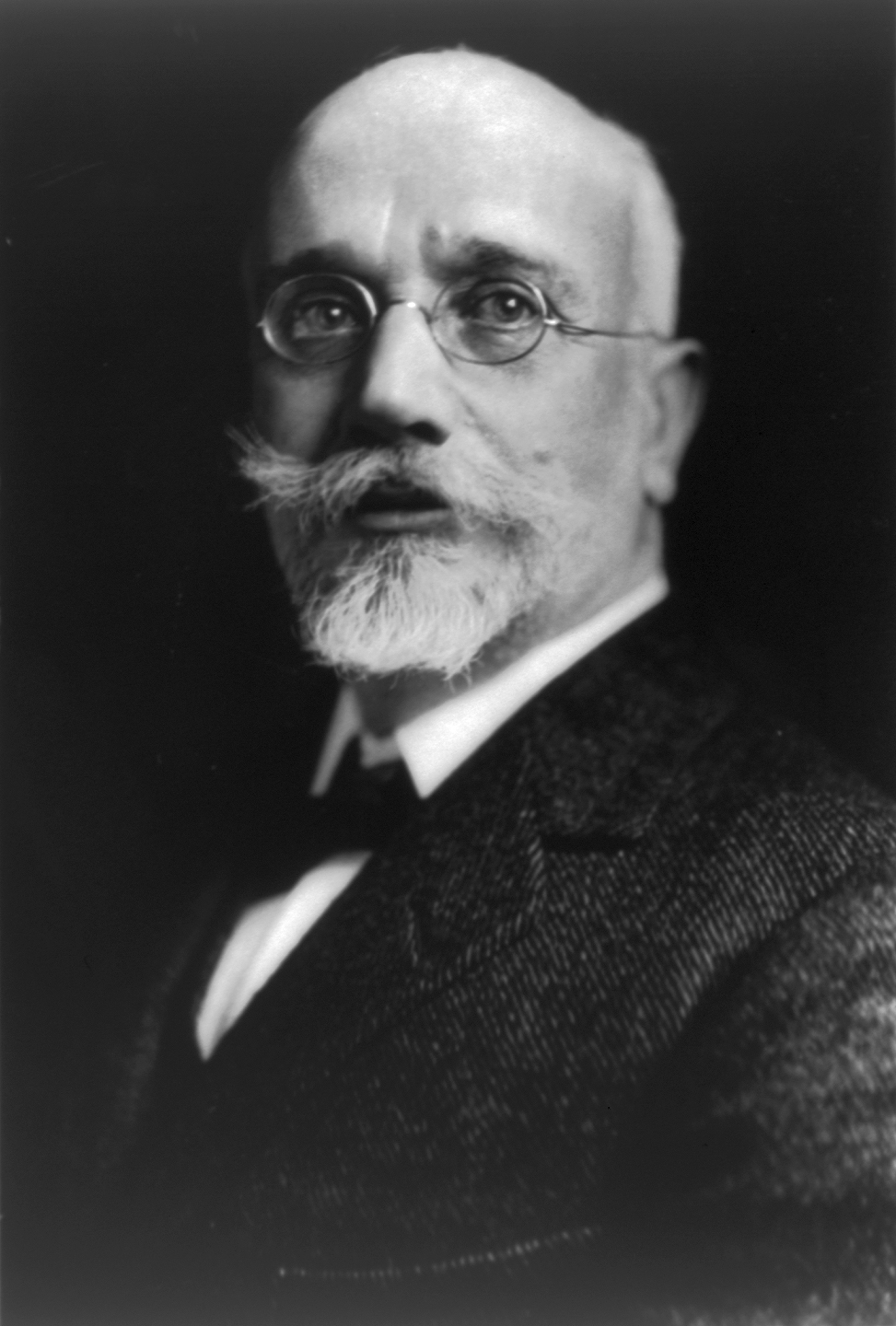
إلفثيريوس فينيزيلوس رئيس وزراء اليونان.

ساعد اندلاع حروب البلقان، على تعيين قسطنطين مرة أخرى كقائد للقوات المسلحة. وكانت النجاحات التي حققها الجيش في الميدان، ولا سيما في حرب البلقان الثانية ضد البلغار، سبباً في نسيان الكثيرين لهزيمته في عام 1897. اعتلى قسطنطين بعد ذلك العرش بعد وفاة أبيه. ومع ذلك، بدأ الخلاف يدب بينهما خلال هذه الحرب، حول هدف العمليات العسكرية عقب الفوز في معركة سارانتابورو. أراد قسطنطين التوجه شمالاً، نحو مونستير، في حين حرص فينيزيلوس أن يتجه الجيش شرقاً صوب المدينة والميناء ذو الأهمية الاستراتيجية سالونيك. تضاعف قلق فينيزيلوس خوفاً من تحرك البلغاريون بقواتهم لاحتلال المدينة. في النهاية، كان رأي فينيزيلوس هو السائد، ودخل اليونانيون المدينة قبل بضع ساعات من وصول البلغار. كان هذا الحدث، سبباً في ارتفاع شعبية الرجلين عقب الحرب.

## بداية الصراع
عند بداية الحرب العالمية الأولى، كان على السلطات اليونانية أن تختار بين أن تكون بلداً محايداً أو أن تنضم إلى قوات الحلفاء. استبعدت السلطات اليونانية المشاركة في الحرب إلى جانب دول المحور المركزي، سواءً بسبب عدم قدرة اليونان على مواجهة الأسطول البريطاني، وأيضاً لانضمام الدولة العثمانية العدو التقليدي لليونان، إلى جانب الألمان. لذا، كان الحياد هو اختياره معظم اليونانيين الموالين لألمانيا من الطبقة الراقية والقادة والمتعلمون في ألمانيا، وفوق هؤلاء الملك نفسه نظراً لأن قرينته الملكة صوفيا شقيقة القيصر الألماني فيلهلم الثاني، كما أن قسطنطين نفسه كان قد تلقى تعليمه في ألمانيا، وكان معجباً بالثقافة الألمانية. وفي المقابل، كان هناك اتفاقية للدفاع المشترك بين اليونان وصربيا المنضمة للحلفاء، والتي طلبت الدعم بعد أن إجتاحتها جيوش الإمبراطورية النمساوية المجرية (انظر حملة صربيا (الحرب العالمية الأولى)).
كان الملك يعتقد أن من مصلحة اليونان أن تظل محايدة وخاصة ما دام لم يكن هناك انتصار واضح لأحد طرفي الصراع في الحرب. من ناحية أخرى، كان رئيس الوزراء فينيزيلوس يسعى للانضمام إلى الحلفاء.
وفي يناير 1915، في محاولة لإقناع اليونانيين بالانضمام لجانبهم، وعرضت بريطانيا على اليونان، بعض تنازلات في آسيا الصغرى بعد الحرب. رأى فينيزيلوس في هذا العرض صفقة جيدة، وحاول تمرير مشروع قانون في البرلمان اليوناني للانضمام إلى الحلفاء. أجبرت قوى المعارضة المؤيدة لرأي الملك وقواد الجيش وأنصارهم فينيزيلوس على الاستقالة بعد ذلك بفترة قصيرة.

## الانتخابات العامة
تسببت الاستقالة في وجود حالة من الانقسام الوطني في اليونان. وفي معركة دبلوماسية بين أنصار الملك وأنصار فينيزيلوس، تقرر إجراء الانتخابات العامة في يونيو 1915. أعلن فوز حزب فينيزيلوس في هذه الانتخابات، وعاد إلى منصبه كرئيس وزراء. ومع ذلك، رفض قسطنطين التصديق على تعيين الحكومة الجديدة حتى أغسطس 1915.
خلال تلك الفترة، ازدادت حدة الصراع بين صربيا وبلغاريا، حتى أعلنت بلغاريا الحرب على صربيا، مما شكل تهديداً مباشراً للمقاطعة اليوناني التي تم ضمها حديثاً مقدونيا، بما في ذلك الميناء المهم استراتيجيا سالونيك. طلب فينيزيلوس من قسطنطين الإذن بتفعيل معاهدة الدفاع مع صربيا لحماية الحدود اليونانية البلغارية من الهجوم المباشر. وافق قسطنطين، ولكن في حالة تعرض اليونان للهجوم. ولعجزه عن التأثير على قسطنطين لمحاربة بلغاريا، اتخذ فينيزيلوس مساراً جديداً عن طريق السماح للقوات البريطانية والفرنسية باستخدام الأراضي اليونانية في مقاطعة مقدونيا، استعدادا لهجومهم على جاليبولي بتركيا. سبب هذا حالة من الفوضى في الحكومة اليونانية، واستغل فينيزيلوس ذلك، ومرر اقتراح برلماني (بفارق 37 صوت) بإعلان الحرب على بلغاريا.
وبلغ الخلاف بين رئيس الوزراء اليوناني والملك ذروته بعد وقت قصير من استخدام الملك حقه بحسب الدستور اليوناني الدستور الذي يعطيه الحق في إقالة الحكومة من جانب واحد. وفي ديسمبر 1915، اضطر فينيزيلوس لتقديم استقالته للمرة الثانية، وحلّ قسطنطين البرلمان الليبرالي الذي يهيمن عليه فينيزيلوس، ودعا لاجراء انتخابات جديدة. غادر فينيزيلوس أثينا وعاد إلى مسقط رأسه كريت.
قاطع الليبراليون هذه الانتخابات، لتجاهلها الرأي العام، وازداد التوتر بين الجانبين تدريجياً. وعندما وصلت القوات الفرنسية والبريطانية إلى ميناء سالونيك ضد رغبة قسطنطين. وجد المؤيدون لوجهة نظر الملك، أن الحلفاء قد انتهكوا سيادة البلاد. ومع ذلك، وفي وقت لاحق، عندما استطاعت دول المحور المركزي السيطرة على مقاطعة مقدونيا في مايو 1916، غضب الرأي العام لعدم قدرة الملك على الدفاع عن الأراضي اليونانية.
وفي 30 أغسطس 1916، وقع انقلاب عسكري ضد الحكومة الإقليمية في سالونيك. نجح الانقلاب في تشكيل حكومة مؤقتة في سالونيك. وبدعم من الحلفاء، إتجه فينيزيلوس لشمال اليونان من كريت لقيادة الحكومة المؤقتة الجديدة. في أواخر عام 1916، بعدما فشلت فرنسا وبريطانيا في إقناع الحكومة الملكية في أثينا بدخول الحرب، اعترفا رسمياً بالحكومة الإقليمية في سالونيك، حكومة شرعية في اليونان.
شكل الملكيون وحدة شبه عسكرية لاستهداف الليبراليين ومؤيدي فينيزيلوس في أثينا. رداً على ذلك، فرض الحلفاء حصاراً بحرياً وحاصروا الأسطول اليوناني، وطالبوا بنزع سلاح جزئي للقوات الملكى وانسحابها إلى البيلوبونيز،. واستمر الحصار 106 يوماً.

## اليونان تدخل الحرب
نجح حصار الحلفاء، وغادر قسطنطين اليونان في يونيو 1917، بعد تهديدات بقصف أثينا إذا لم يغادر الملك. تنازل قسطنطين على العرش لصالح ابنه الثاني ألكسندر. سيطر فينيزيلوس على الحكومة، وتعهد بتقديم الدعم اليوناني للحلفاء. وفي يوليو، أعلنت اليونان رسمياً الحرب على قوات المحور. وخلال الـ 18 شهرا المتبقية من الحرب، قاتل الجيش اليوناني إلى جانب قوات الحلفاء ضد القوات الألمانية والبلغارية في مقدونيا اليونانية وبلغاريا. وخلال النزاع فقدت القوات اليونانية ما يقرب من 5,000 جندي.

## النتائج
أدى دخول اليونان للحرب، إلى انقسام سياسي واجتماعي عميق في مرحلة ما بعد الحرب العالمية الأولى في اليونان. انقسمت البلاد سياسياً إلى ملكيين وليبراليين (مؤيدي فينيزيلوس)، في حالة منافسة طويلة ومريرة وفي حالة من الكراهية التامة تجاه بعضهم البعض. تسببت المنافسة بينهما في الهزيمة في الحرب التركية اليونانية (1919-1922)، وبالتالي انهيار الجمهورية اليونانية الثانية.

## وصلات خارجية
- Νίκος Νικητίδης (1992). "من الانشقاق الوطني إلى نكبة آسيا الصغرى في أغسطس 1922". περιοδικό ΕΝΑ. مؤرشف من الأصل في 2016-03-05. اطلع عليه بتاريخ 30/10/2008. {{استشهاد بخبر}}: تحقق من التاريخ في: |تاريخ الوصول= (مساعدة)
- "الانشقاق الوطني 1915-1917". Ίδρυμα Μείζονος Ελληνισμού. 1996. مؤرشف من الأصل في 2017-03-07. اطلع عليه بتاريخ 31/12/2009. {{استشهاد بخبر}}: تحقق من التاريخ في: |تاريخ الوصول= (مساعدة)